# Тит Юний Север
Тит Юний Север (на латински: Titus Iunius Severus) е политик и сенатор на Римската империя през 2 век.
През 154 г. той е суфектконсул заедно с Гай Юлий Стаций Север.